# 宜蘭縣領袖發展協會
宜蘭縣領袖發展協會，是2011年成立，為培育宜蘭青年領袖素養以及認識鄉土而成立的組織。與蘭友會為今日宜蘭兩個主要的青年成長組織。目前發起了專案如GPS打卡家、愛心柬埔寨、家譜文學營等培植青年能力之專案活動。

## 外部連結
- 粉絲專頁